# Auguste Trichon
Auguste Trichon, né le 1er novembre 1814 à Paris et mort le 14 septembre 1898 à Boulogne-Billancourt, est un graveur sur bois, collaborateur de nombreuses revues illustrées dont le Journal pour tous.

## Biographie
Auguste Trichon est le fils de Claude Auguste Trichon, joailler et d'Adélaïde Duclos. À partir de 1835, il étudie à l'École royale de dessin de Paris et apprend la peinture dans l'atelier de Raymond Quinsac Monvoisin et l'art de la gravure sur bois avec K. Brown.
Il se marie le 20 mai 1847 avec Marie Louise Limosin dite Laforest. Ils auront quatre enfants dont deux filles Marie Augustine Adèle et Marie Louise Adrienne, qui seront également graveurs sur bois.
Auguste Trichon expose au Salon en 1848. 
Auguste Trichon publie des dessins dans de nombreuses revues et journaux, illustre des ouvrages, réalise des affiches principalement pour des théâtres, donne des cours...
Durant la Commune de Paris, il participe à l’assemblée des artistes tenu le 14 avril 1871, à l'initiative de Gustave Courbet, et il signe le rapport final.

## Œuvres

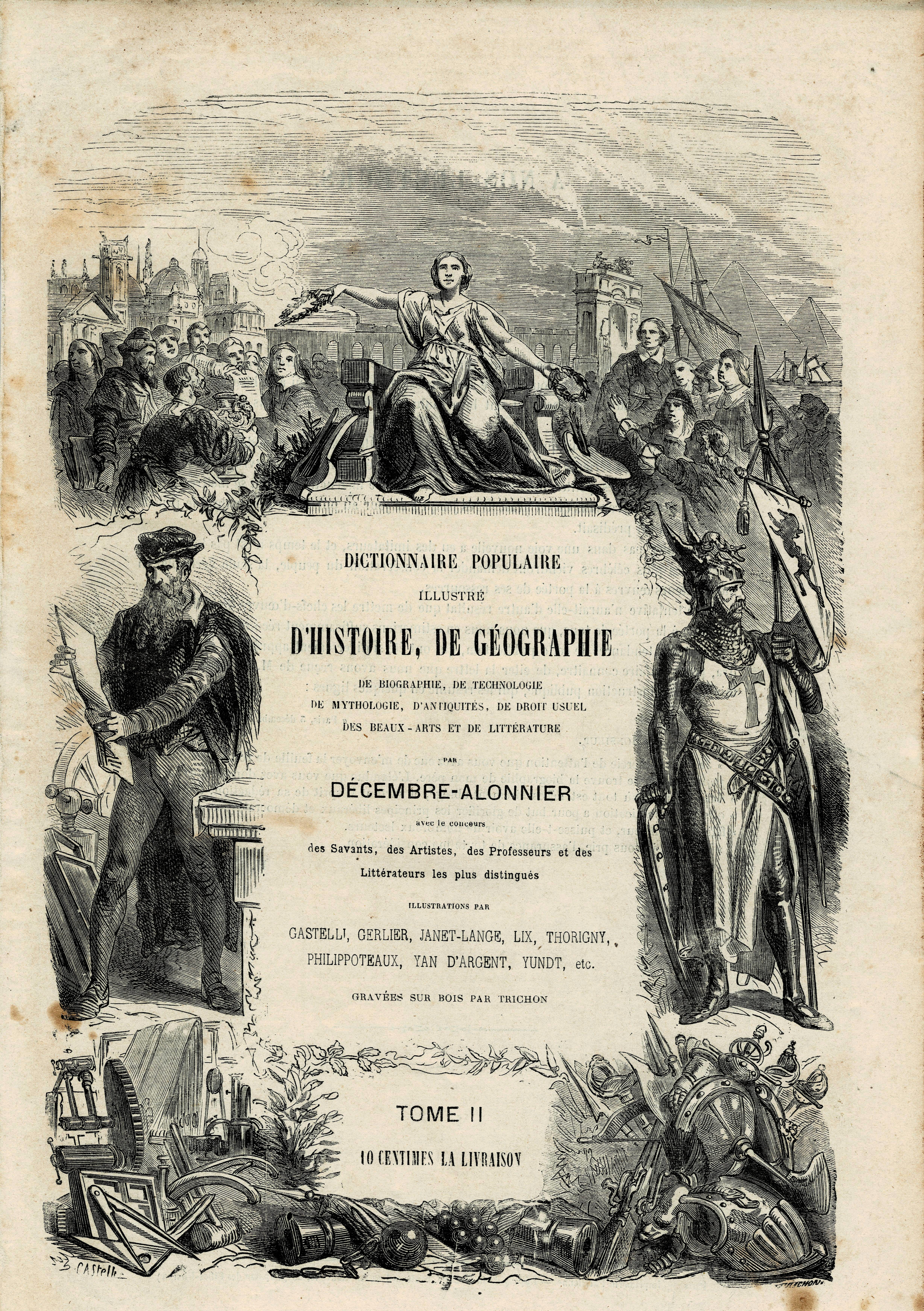
Page de grand titre du Dictionnaire populaire... (d'après Horace Castelli)

### Illustrations d'ouvrages
- Eugène Moret, Drames du prolétaire, Paris, 1883, J. Drouillet, 400 p. lire en ligne sur Gallica.
- Ch. Lahure, Histoire populaire contemporaine de la France ,  4 t.,  Paris, 1864-1866, Ch. Lahure, [Auguste Trichon est un des graveurs] lire en ligne sur Gallica.
- Décembre-Alonnier, Les Prussiens en France, histoire complète de la monarchie prussienne depuis sa fondation, le récit détaillé des évènements qui se sont produits en Prusse et dans toute l'Allemagne, pendant la période républicaine et impériale, Paris, 1868, librairuie Décembre-alonnier, 867 p.  lire en ligne sur Gallica.
- Dictionnaire populaire illustré d'histoire, de géographie, de biographie, de technologie, de mythologie, d'antiquités, des beaux-arts et de littérature, rédigé et édité par Edmond Alonnier & Joseph Décembre, Paris : Imprimerie parisienne, 1862-1867

### Estampes détenues par des musées
- Musée Carnavalet[5] : Chambre des notaires, Le général Trochu passant en revue la garde nationale et la garde mobile, Théâtre de la Porte-Saint-Martin - Les Misérables, Le bal annuel des Gens de Maison, à la salle de l’Etoile, avenue de Wagram, Le nivellement du Trocadéro, vue prise du pont d'Iéna, par M. Crépon [1866], Place de la Concorde...
- British Museum[6] : Charlotte Corday, Marat, Le boulevard Montmartre, la place du Châtelet, Portrait de Champfleury, Corot, peintre...
- Musée national de l'Éducation[7] : Une séance au Sénat. Discussion de l'article 7 de la loi sur l'enseignement supérieur, l'école du soir, la récréation, l'école buissonnière, ministère de l'instruction publique...
- Harvard Art Museums[8] : Le Marabout Sidd-Ali de Constantine, vue sur le canal en hiver, fils prodigue...
- Musée McCord[9] : une scène d'hiver.
- Archives départementales de l'Ain[10] : Vogue (fete patronale) de Bourg-en-Bresse, Gustave Doré.

## Galerie

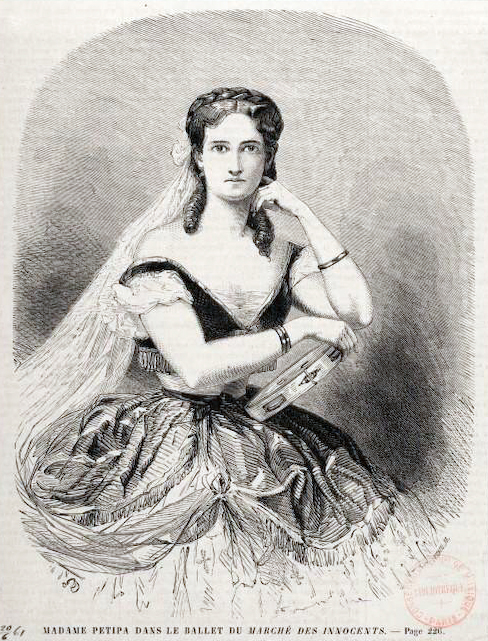
Madame Petipa dans le ballet du Marché des Innocents.
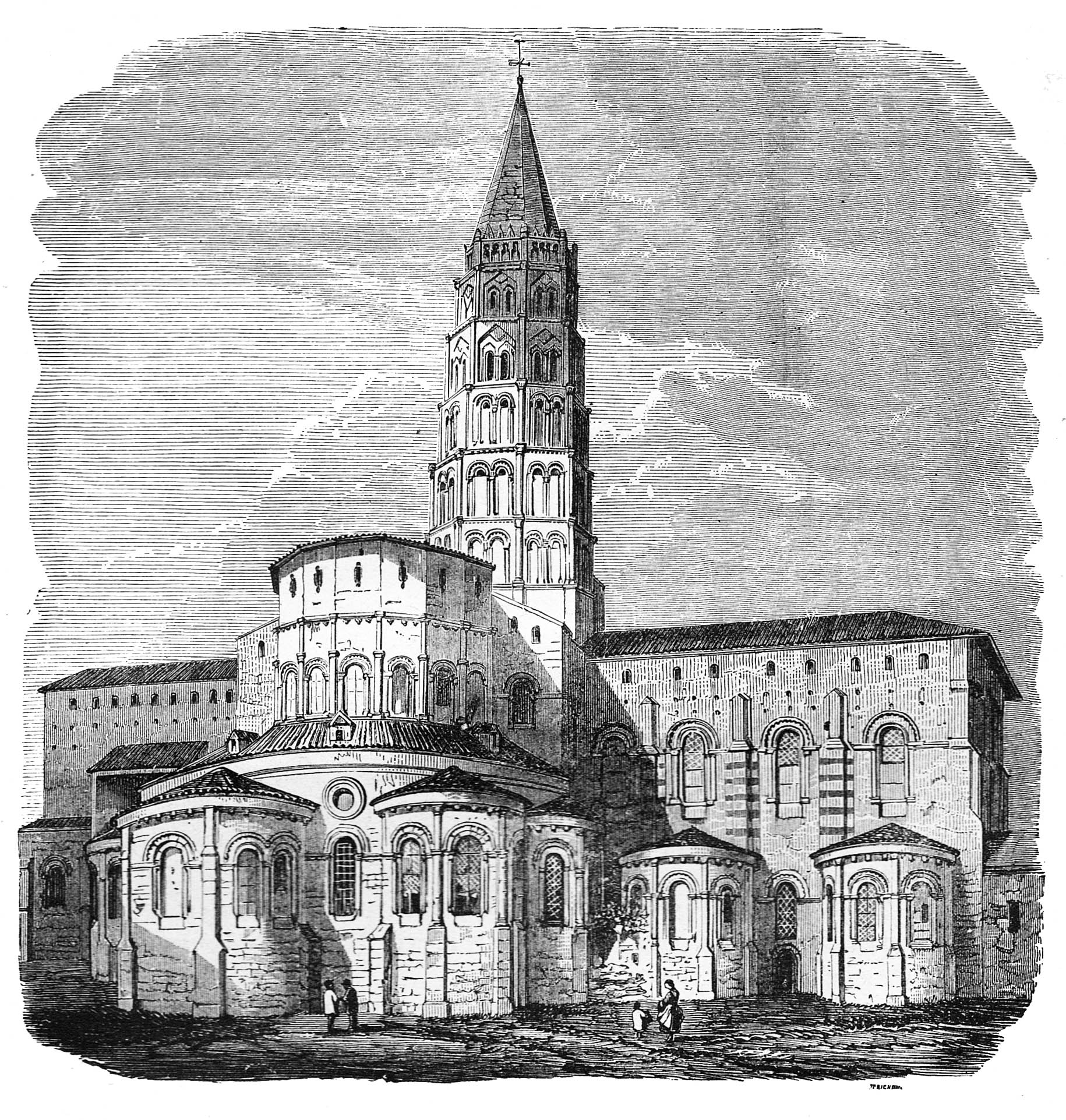
Basilique Saint-Sernin de Toulouse.
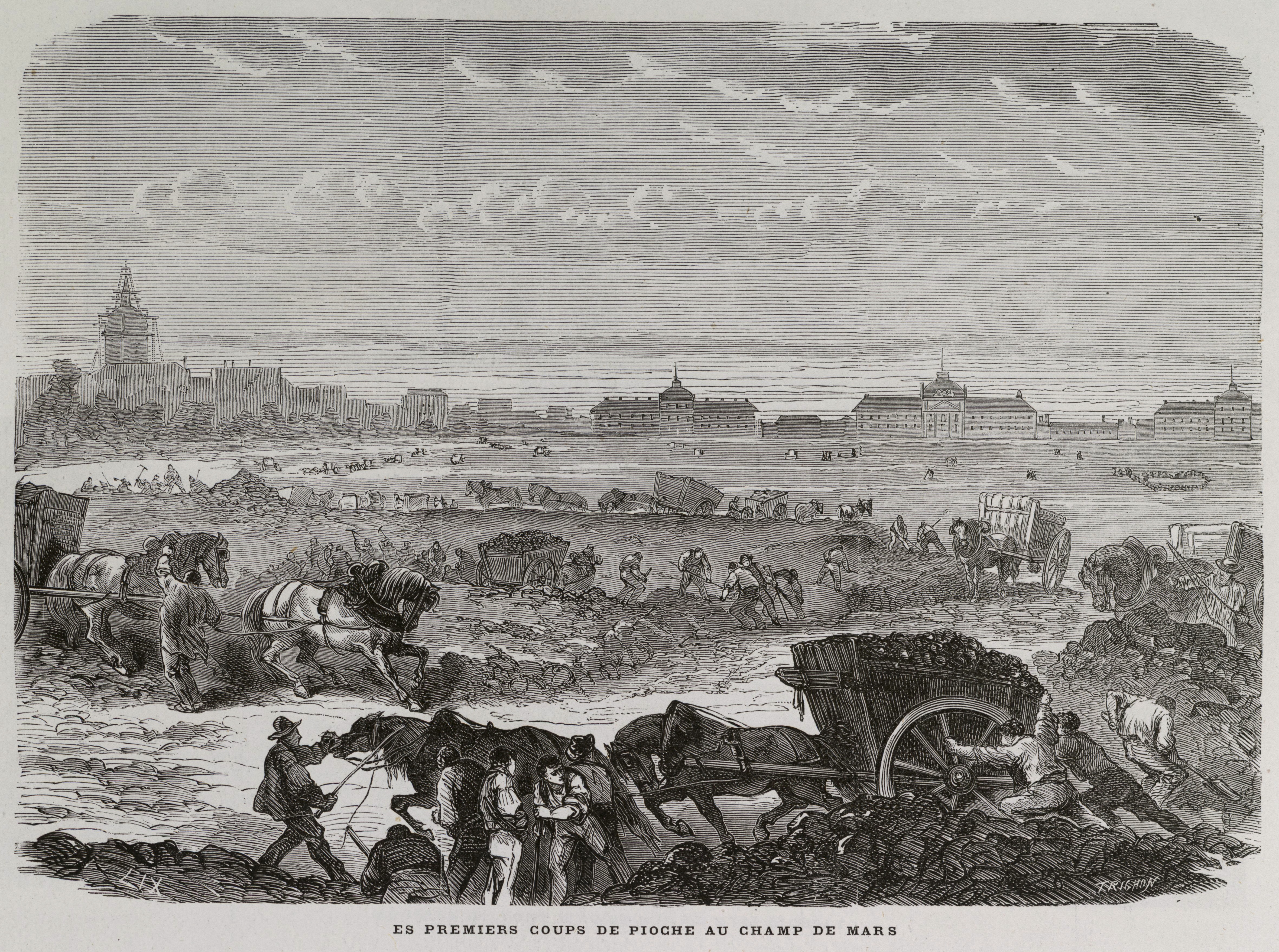
Les premiers coups de pioche au Champ-de-Mars (d'après Frédéric Lix), Grand album de l'Exposition Universelle 1867.
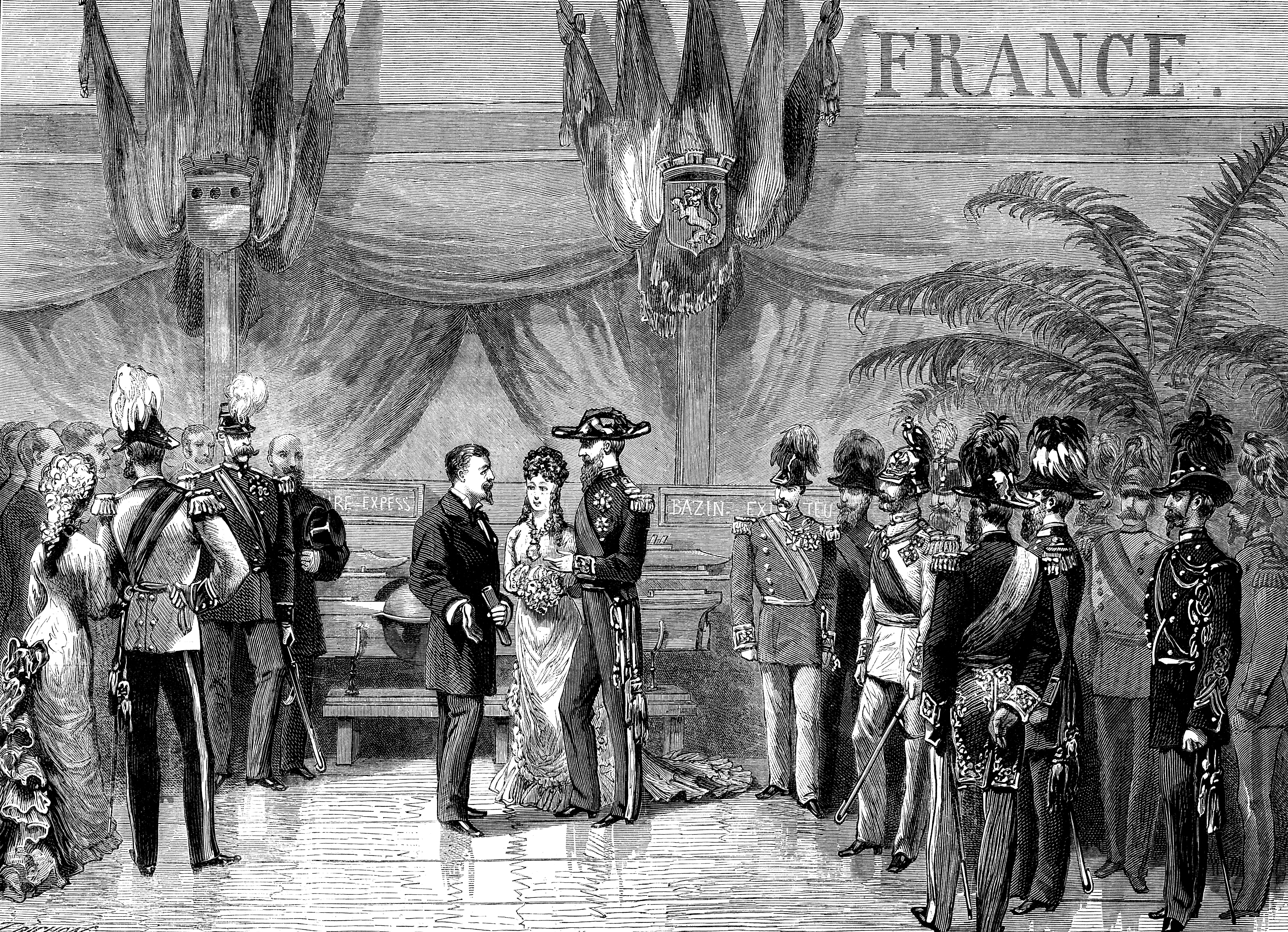
Visite de l'exposition internationale de Bruxelles par le roi Léopold II de Belgique et la reine Marie-Henriette le 27 septembre 1876.
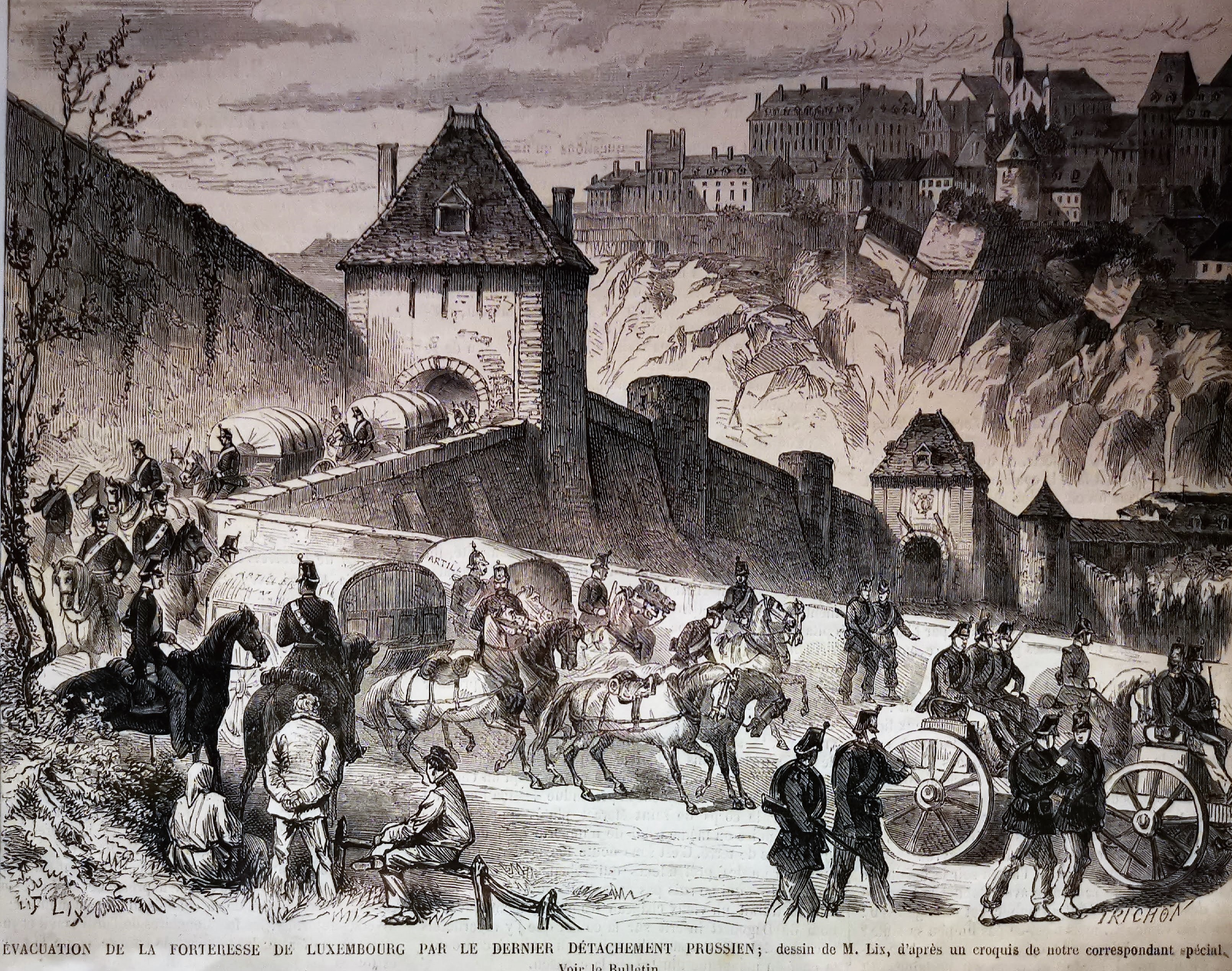
Luxembourg, départ du dernier détachement prussien en 1867.
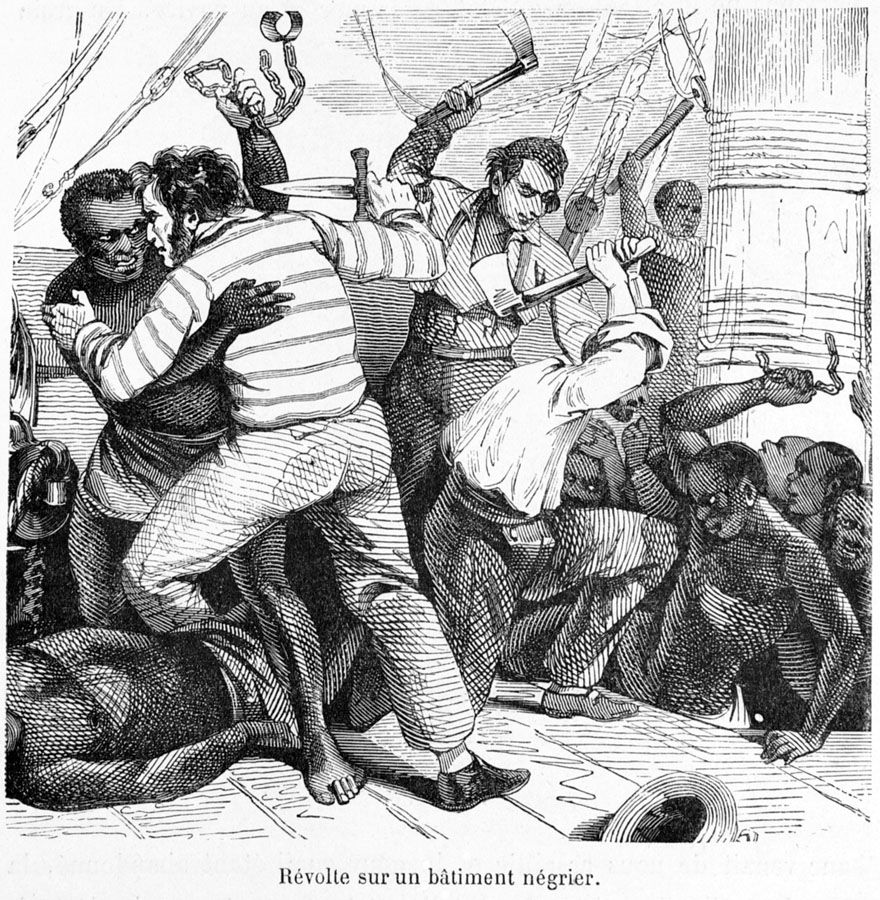
Révolte sur un bâtiment négrier (1883).